# Альфа Ящерицы
Альфа Ящерицы (Alpha Lac, α Lacertae, α Lac) — белая звезда главной последовательности в созвездии Ящерицы. При видимой звёздной величине, приблизительно равной 3.777, она — ярчайшая звезда в Ящерице и видна невооружённым глазом. Движется по направлению к Земле с радиальной гелиоцентрической скоростью 4,5 км/с.
У звезды есть визуальный компаньон CCDM J22313+5017B спектрального класса A и видимой звёздной величины 11.8, примерно в 36 угловых секундах.

## Названия
На китайском, 螣蛇 (Téng Shé) значит Летающая змея и относится к астеризму состоящему из α Lac, 4 Ящерицы, π2 Cygni, π1 Cygni, HD 206267, ε Cephei, β Lac, σ Cassiopeiae, ρ Cassiopeiae, τ Cassiopeiae, AR Кассиопеи, 9 Ящерицы, 3 Андромеды, 7 Андромеды, 8 Андромеды, λ And, κ And, ι And и ψ And. Следовательно, сама Альфа Ящерицы известна как 螣蛇一 (Téng Shé yī, англ. the First Star of Flying Serpent, первая звезда в летающей змее).